# Suits LA
Suits LA (även benämnd Suits L.A.) är en amerikansk dramaserie i rättsmiljö som hade premiär den 23 februari 2025 på NBC. Första säsongen, som består av 13 avsnitt, är skapad av Aaron Korsh som även skrivit seriens manus. Serien är en fortsättning på Suits från 2011.

## Handling
Serien handlar om en ny grupp ledd av Ted Black, en före detta åklagare från New York som byggde upp en advokatbyrå i Los Angeles som specialiserar sig på brotts- och underhållningsrätt.

## Rollista (i urval)
- Stephen Amell – Ted Black
- Josh McDermitt – Stuart Lane
- Lex Scott Davis – Erica Rollins
- Bryan Greenberg – Rick Dodsen
- Victoria Justice – Dylan Pryor
- Troy Winbush – Kevin
- Alice Lee – Leah
- Azita Ghanizada – Roslyn
- Maggie Grace – Amanda Stevens